# Inegocia harrisii
Inegocia harrisii är en fiskart som först beskrevs av Mcculloch, 1914.  Inegocia harrisii ingår i släktet Inegocia och familjen Platycephalidae. Inga underarter finns listade i Catalogue of Life.